# Har Bnei Rasan
Der Har Bnei Rasan (deutsch etwa Berg der Zurückhaltung, hebräisch הר בני רסן, arabisch تلّ الغسانية, DMG Tall al-Ġassāniyya) ist ein Berg auf den von Israel besetzten und annektierten Golanhöhen. Völkerrechtlich gehört das Gebiet zu Syrien. Der Berg hat eine Höhe von 1072 Metern über dem Meeresspiegel. Auf dem Berg befindet sich der einzige Windpark Israels, der Windpark Har Bnei Rasan mit 10 Turbinen. Von der Landstraße  führt eine öffentliche Schotterstraße auf den Berg. Die Straße ist in einem schlechten Zustand, darf und kann aber mit Autos befahren werden.

## Militärische Anlagen
Auf dem Berg befinden sich mehrere nicht mehr genutzte militärische Anlagen. Darunter auch mehrere vollständig erhaltene Bunker und ein unterirdisches Netz von Räumen und Gängen, welche besichtigt werden können. Daneben befinden sich um und auf dem Berg mehrere abgezäunte ungeräumte Minenfelder. 

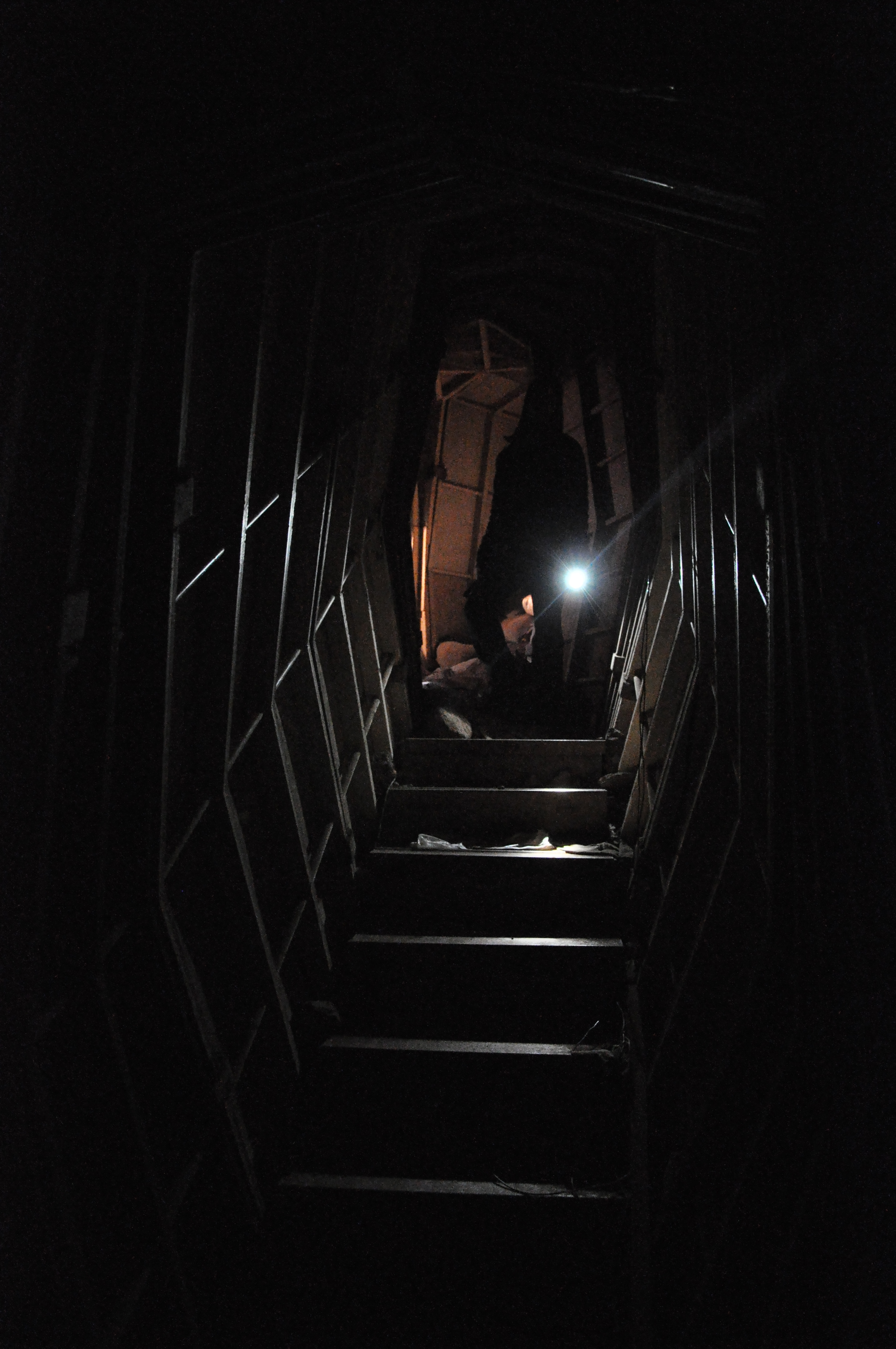
Gang der Bunkeranlage im Inneren des Berges
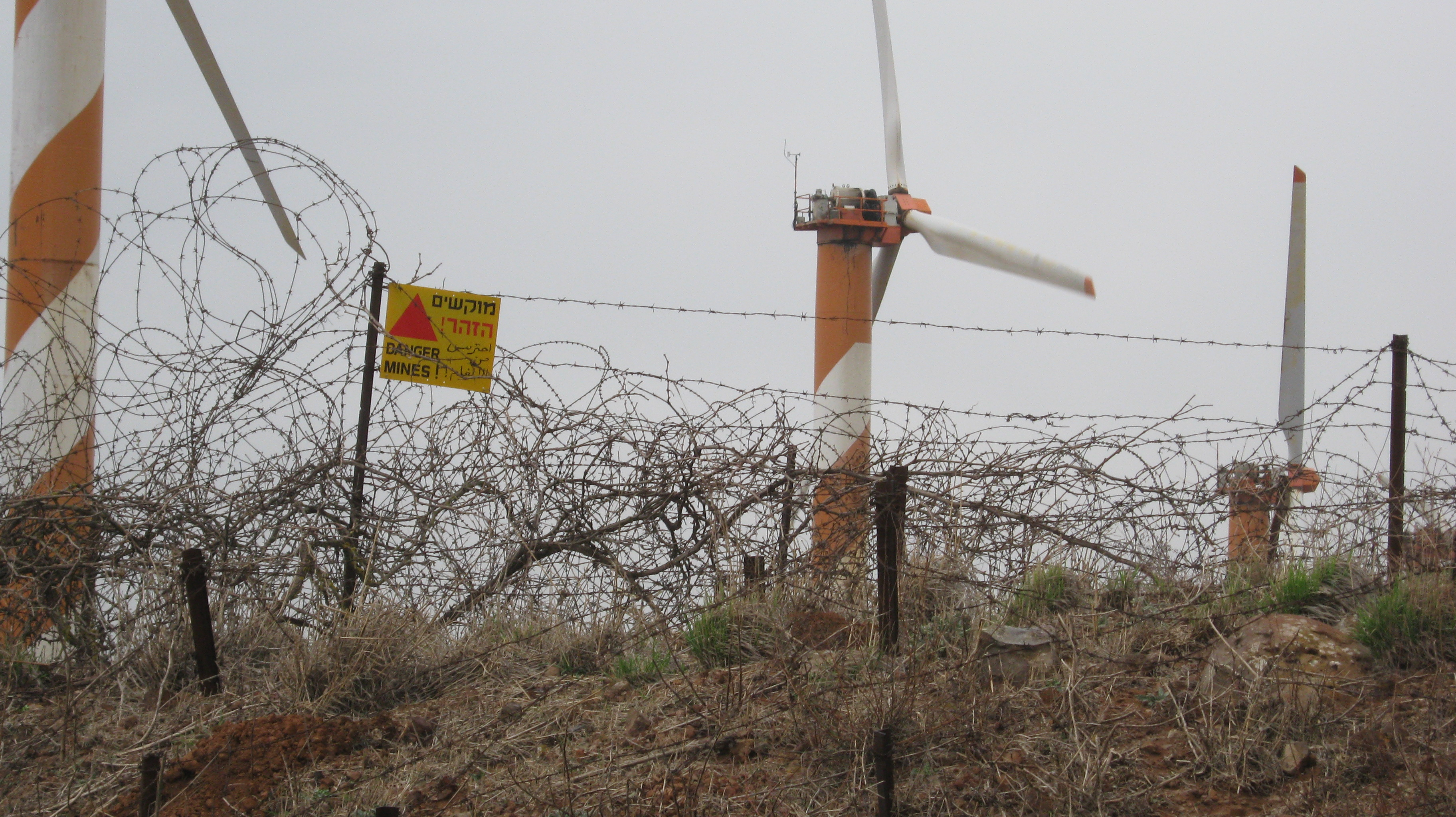
Minenfeld und Windkraftwerk auf dem Berg